# A pingvin és a csodakavics
A pingvin és a csodakavics (eredeti cím: Pebble and the Penguin) 1995-ben bemutatott amerikai rajzfilm, amelyet Don Bluth és Gary Goldman rendezett. Az animációs, zenés kalandfilm producere Russell Boland. A forgatókönyvet Rachel Koretsky és Steven Whitestone írta, a zenéjét Barry Manilow szerezte. A mozifilm gyártója Sullivan Bluth Studios, amelynek utolsó alkalmából készült. A Metro-Goldwyn-Mayer és a Warner Bros. forgalmazásában jelent meg.
Amerikában 1995. április 11-én mutatták be a mozikban, Magyarországon 2001. január 1-jén az RTL Klubon vetítették le a televízióban.

## Cselekmény
|  | Alább a cselekmény részletei következnek! |

Hubie, a kedves, félénk pingvin legény beleszeret az elbűvölő pingvin lányba, Marinába, de szíve hölgyéért meg kell küzdenie a felfuvalkodott, nagyvagány Drake-kel. Ahhoz, hogy eldönthessék, ki nyeri el Marina kezét, meg kell ajándékozniuk őt egy olyan kaviccsal, aminek nincs párja. Hubie hamarosan talál is egy gyönyörű smaragdzöld követ, de még mielőtt átadhatná, a gonosz Drake belelöki Hubie-t a háborgó tengerbe. A hullámok között sodródó pingvin kereskedők fogságába esik, de mindent megtesz azért, hogy kiszabaduljon. Hiszen csak tíz napja van arra, hogy hazaérjen, különben Drake feleségül veszi Marinát...
|  | Itt a vége a cselekmény részletezésének! |

## Szereplők
| Szereplő              | Eredeti hang       | Magyar hang                           |
| --------------------- | ------------------ | ------------------------------------- |
| Hubie                 | Martin Short       | Józsa Imre                            |
| Rocko                 | James Belushi      | Háda János                            |
| Drake                 | Tim Curry          | Végvári Tamás                         |
| Marina                | Annie Golden       | Básti Juli                            |
| Mesélő                | Shani Wallis       | Kútvölgyi Erzsébet                    |
| Petra                 | Alissa King        | Roatis Andrea                         |
| Beany                 | Michael Nunes      | Baradlay Viktor                       |
| Timmy                 | Kendall Cunningham | Bódy Gergely                          |
| Chubby                | S. Scott Bullock   | Damu Roland                           |
| Royal-pingvin         | Will Ryan          | Kőszegi Ákos                          |
| Cingár pingvin        | Neil Ross          | Csankó Zoltán                         |
| Királypingvin         | Philip L. Clarke   | Gesztesi Károly                       |
| Magellán-pingvin lány | B.J. Ward          | Bálint Sugárka                        |
| Magellán-pingvin fiú  | Hamilton Camp      | Bardóczy Attila                       |
| McCallister           | Stan Jones         | Vass Gábor                            |
| Pingvinek             | N/A                | Hegedűs Miklós Kun Vilmos Tóth András |

## Betétdalok
| Magyar                                | Magyar                                                           | Angol                                | Angol |
| Dal                                   | Előadó                                                           | Dal                                  | Előadó |
| ------------------------------------- | ---------------------------------------------------------------- | ------------------------------------ | --- |
| Most és örökkön                       | Józsa Imre Básti Juli Zene Barátok együttes                      | Now and Forever                      | Martin Short Annie Golden Jon Joyce Kevin Bassinson Susan Boyd Randy Crenshaw Yvonne Williams Bob Joyce Sally Stevens Joe Pizzulo Steve Lively B.J. Ward Kevin Dorsey Stevie Vallance Andrea Robinson |
| Bárcsak tudnám (Hubie)                | Józsa Imre                                                       | Sometimes I Wonder                   | Martin Short |
| Mi a szenvedés                        | Kőszegi Ákos Csankó Zoltán Gesztesi Károly Zene Barátok együttes | The Good Ship Misery                 | Will Ryan Neil Ross Philip L. Clarke Hamilton Camp B.J. Ward Randy Crenshaw Maggie Roswell Kevin Bassinson Stevie Vallance Jon Joyce                                                                  |
| Kacagnom kell                         | Végvári Tamás Zene Barátok együttes                              | Don't Make Me Laugh                  | Tim Curry |
| Bárcsak tudnám (Marina)               | Básti Juli                                                       | Sometimes I Wonder (Reprise)         | Annie Golden |
| Azt jelenti, hogy barát vagy          | Józsa Imre Háda János                                            | Looks Like I Got Me a Friend         | Martin Short James Belushi |
| Most és örökkön (Vége főcím változat) | archív felvétel Józsa Imre Básti Juli Zene Barátok együttes      | Now and Forever (End Credit Version) | Barry Manilow Sheena Easton |

## Televíziós megjelenések
- RTL Klub
- Film+